# Heinz Fortak
Heinz G. Fortak (* 11. August 1926 in Berlin)  ist ein deutscher Meteorologe.

## Leben
Fortak wurde 1955 in Berlin mit der Schrift Das allgemeine Anfangs-Randwertproblem für die Bedeutung von Suspensionsverteilungen in turbulenten Strömungsfeldern promoviert und habilitierte sich 1959 an der FU Berlin. 1960/61 war er Associate Professor an der University of Miami. 1962 wurde er ordentlicher Professor an der FU Berlin und Direktor des Instituts für Theoretische Meteorologie (bis 1971). 1973 bis 1976 war er Direktor des Instituts für Physik der Atmosphäre der DFVLR. 1977 war er wieder ordentlicher Professor an der FU Berlin, an der er 1993 emeritiert wurde.
1970 war er Honorarprofessor an der Universität Hannover. Er war Carl Friedrich Gauß Professor an der Akademie der Wissenschaften und Universität Göttingen.
1980 erhielt er den Internationalen Rheinlandpreis für Umweltschutz, 1987 die Goldene Ehrenmedaille des VDI, 2000 die Goldene Hann-Medaille der Österreichischen Meteorologischen Gesellschaft und 2000 das Bundesverdienstkreuz 1. Klasse. 1992 erhielt er die Alfred-Wegener-Medaille, für seine herausragenden Verdienste um Forschung und Lehre auf dem Gebiet der Theoretischen Meteorologie und Hydrothermodynamik, sowie für seine erfolgreichen theoretischen und praktischen Beiträge zur meteorologischen Umweltschutzforschung (Laudatio). 1983 wurde er Mitglied der Leopoldina, 1988 Mitglied der Österreichischen Akademie der Wissenschaften und 1991 korrespondierendes Mitglied der Akademie der Wissenschaften zu Göttingen.

## Schriften
- Meteorologie, Reimer, 1971, 2. Auflage 1982
- Die Methode der Filteranalyse in der atmosphärischen Energetik, Veröffentlichungen des Instituts für Theoretische Meteorologie, FU Berlin, 1968
- Numerical simulation of temporal and spatial distributions of urban air pollution concentration, in: Arthur C. Stern (Hrsg.), Proc. Symp. on Multiple-Source Urban Diffusion Models, US Environmental Protection Agency 1970
- Prinzipielle Grenzen der deterministischen Vorhersagbarkeit atmosphärischer Prozesse, Annalen der Meteorologie, Neue Folge, Nr. 6, 1973
- Material derivatives of higher dimension in geophysical fluid dynamics, Meteorologische Zeitschrift, Band 13, 2004, S. 499–510